# Sergej Diomidov
Sergej Viktorovič Diomidov (in russo Сергей Викторович Диомидов?; Turtkul, 9 luglio 1943 – Tashkent, 10 marzo 2024) è stato un ginnasta uzbeko, fino al 1991 sovietico.

## Palmarès

### Olimpiadi
- 3 medaglie:
  - 2 argenti (Tokyo 1964 a squadre; Città del Messico 1968 a squadre)
  - 1 bronzo (Città del Messico 1968 nel volteggio)

### Mondiali
- 3 medaglie:
  - 1 oro (Dortmund 1966 nelle parallele simmetriche)
  - 2 argenti (Dortmund 1966 a squadre; Lubiana 1970 a squadre)

### Europei
- 4 medaglie:
  - 4 bronzi (Anversa 1965 nell'all-around; Anversa 1965 nelle parallele simmetriche; Anversa 1965 nel cavallo con maniglie; Anversa 1965 nella sbarra)